# Yarumal

Bandeira de Yarumal.

Localização de Yarumal no departamento de Antioquia.

Yarumal é uma cidade e município da Colômbia, no departamento de Antioquia. Dista 110 qulômetros de Medellín, a capital do departamento. Seu nome provém de uma espécie vegetal da família das moráceas, muito abundante na região na época de sua fundação, e conhecida em linguagem botânica latina como Cecropia peltata L.